# Épinay-sous-Sénart
Pour les articles homonymes, voir Épinay (homonymie) et Sénart (homonymie).
Épinay-sous-Sénart (prononcé [epinɛ su senaʁ] ) est une commune française située à vingt-deux kilomètres au sud-est de Paris dans le département de l'Essonne en région Île-de-France.
Ses habitants sont appelés les Spinoliens.

## Géographie
Bordée par l’Yerres et la forêt de Sénart, proche de grands axes de communication, Épinay-sous-Sénart est une ville de plus de 12 000 habitants située dans le département de l’Essonne.
Épinay-sous-Sénart rassemble une population hétéroclite, près d’une centaine d’associations et des entreprises qui bénéficient de la zone franche urbaine qui rassemble les quartiers de la Croix Rochopt, les Petits sanceaux, le Clos Guillaume, Le Pré aux agneaux, le Gué Mandres, et les grands ensembles de la Plaine 1 (Région Française), la Plaine 2 (les Écrivains), la Plaine 3 (les Musiciens) et les Cinéastes ainsi que la zone Industrielle de la Foret, dans le vieil Épinay-sous-Sénart.

### Situation
| Type d’occupation           | Pourcentage | Superficie (en hectares) |
| --------------------------- | ----------- | ------------------------ |
| Espace urbain construit     | 30,6 %      | 109,50                   |
| Espace urbain non construit | 10,7 %      | 38,20                    |
| Espace rural                | 58,8 %      | 210,47                   |
| Source : Iaurif MOS 2008    |             |                          |

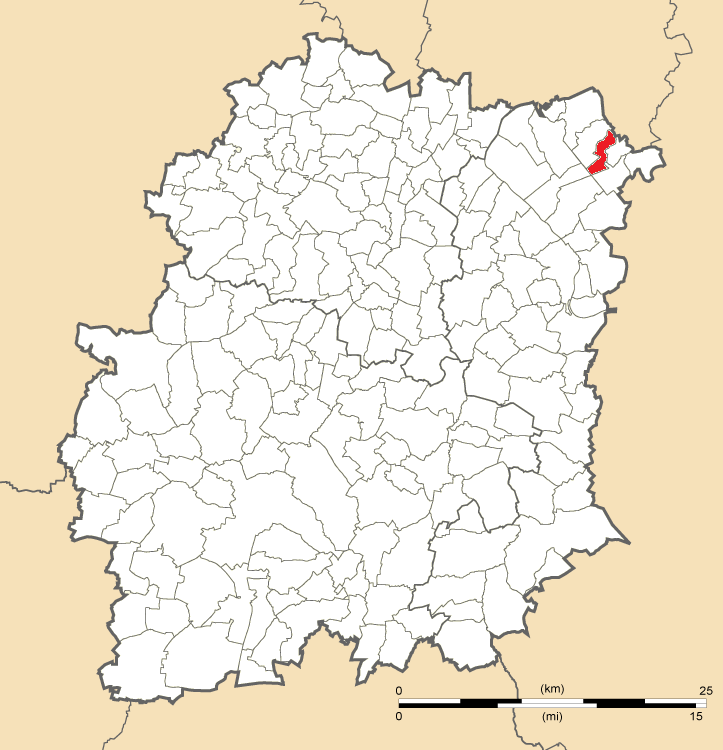
Position d’Épinay-sous-Sénart en Essonne.

Épinay-sous-Sénart est située à vingt-deux kilomètres au sud-est de Paris-Notre-Dame, point zéro des routes de France, neuf kilomètres au nord-est d'Évry, dix kilomètres au nord-est de Corbeil-Essonnes, dix-neuf kilomètres au nord-est de Montlhéry, vingt et un kilomètres au sud-est de Palaiseau, vingt-trois kilomètres au nord-est d'Arpajon, vingt-six kilomètres au nord-est de La Ferté-Alais, trente-trois kilomètres au nord-est de Milly-la-Forêt, trente-neuf kilomètres au nord-est d'Étampes, quarante et un kilomètres au nord-est de Dourdan.

### Hydrographie
La commune est traversée par la rivière l'Yerres, rivière affluent de la Seine.

### Relief et géologie
Le point le plus bas de la commune est situé à trente-sept mètres d'altitude et le point culminant à quatre-vingt-sept mètres.

### Climat
Pour des articles plus généraux, voir Climat de l'Île-de-France et Climat de l'Essonne.
En 2010, le climat de la commune est de type climat océanique dégradé des plaines du Centre et du Nord, selon une étude du CNRS s'appuyant sur une série de données couvrant la période 1971-2000. En 2020, Météo-France publie une typologie des climats de la France métropolitaine dans laquelle la commune est exposée à un climat océanique altéré et est dans la région climatique  Sud-ouest du bassin Parisien, caractérisée par une faible pluviométrie, notamment au printemps (120 à 150 mm) et un hiver froid (3,5 °C).
Pour la période 1971-2000, la température annuelle moyenne est de 11,5 °C, avec une amplitude thermique annuelle de 15,3 °C. Le cumul annuel moyen de précipitations est de 667 mm, avec 10,9 jours de précipitations en janvier et 7,8 jours en juillet. Pour la période 1991-2020, la température moyenne annuelle observée sur la station météorologique la plus proche, située sur la commune de Mandres-les-Roses à 2 km à vol d'oiseau, est de 11,9 °C et le cumul annuel moyen de précipitations est de 698,3 mm,. Pour l'avenir, les paramètres climatiques de la commune estimés pour 2050 selon différents scénarios d'émission de gaz à effet de serre sont consultables sur un site dédié publié par Météo-France en novembre 2022.
| Mois                                  | jan.          | fév.           | mars           | avril       | mai            | juin           | jui.           | août          | sep.        | oct.            | nov.             | déc.             | année     |
| ------------------------------------- | ------------- | -------------- | -------------- | ----------- | -------------- | -------------- | -------------- | ------------- | ----------- | --------------- | ---------------- | ---------------- | --------- |
| Température minimale moyenne (°C)     | 1,8           | 1,6            | 3,8            | 5,8         | 9,6            | 12,7           | 14,5           | 14            | 10,8        | 8,2             | 4,7              | 2,4              | 7,5       |
| Température moyenne (°C)              | 4,5           | 5              | 8,2            | 11          | 14,8           | 18,1           | 20,2           | 20            | 16,3        | 12,4            | 7,8              | 5                | 11,9      |
| Température maximale moyenne (°C)     | 7,2           | 8,6            | 12,7           | 16,4        | 19,9           | 23,5           | 25,9           | 26,1          | 21,8        | 16,6            | 10,9             | 7,5              | 16,4      |
| Record de froid (°C) date du record   | −16 08.01.10  | −13 07.02.1991 | −10,5 01.03.05 | −3 07.04.21 | 0,5 07.05.1997 | 1,8 04.06.1991 | 6,1 04.07.1990 | 6 28.08.1998  | 1 30.09.12  | −3,8 30.10.1997 | −10,4 24.11.1998 | −10,3 29.12.1996 | −16 2010  |
| Record de chaleur (°C) date du record | 16,1 27.01.03 | 22 27.02.19    | 25 31.03.21    | 29 20.04.18 | 33 28.05.17    | 38 22.06.17    | 39,5 31.07.20  | 40,1 06.08.03 | 35 15.09.20 | 29,5 01.10.11   | 23 08.11.15      | 17,3 16.12.1989  | 40,1 2003 |
| Précipitations (mm)                   | 57,2          | 50,9           | 49,8           | 50,6        | 67,4           | 58,6           | 60             | 61,1          | 52,4        | 58              | 61,8             | 70,5             | 698,3     |

### Voies de communication et transports

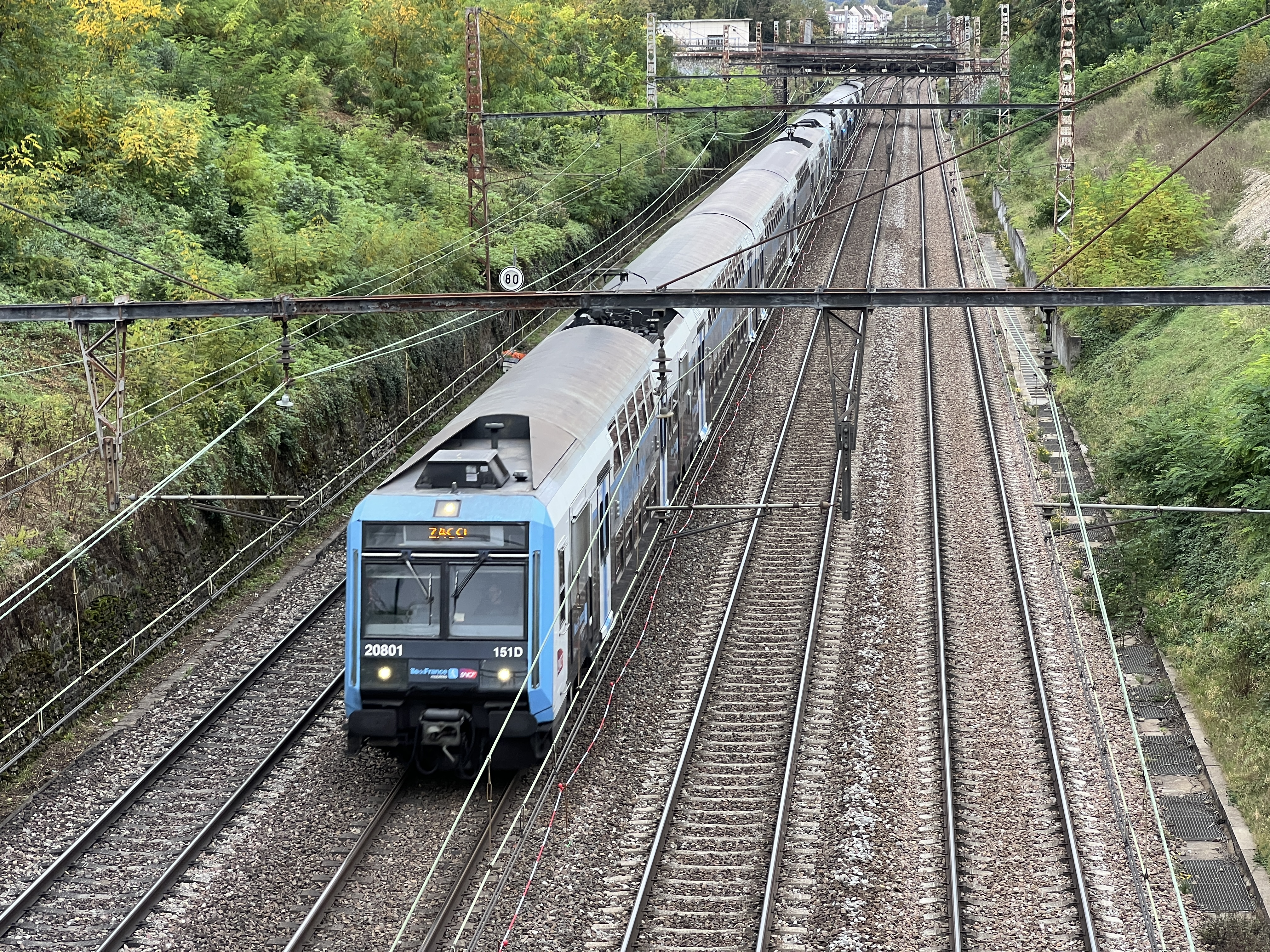
Une rame du RER D près du cimetière.

La ville d'Épinay-sous-Sénart peut être accessible en transports en commun. En effet, les lignes de bus C et 91.01 du réseau de bus Val d'Yerres Val de Seine desservent la ville, ces dernières partant de la gare de Boussy en passant par la gare de Brunoy, desservies par les trains de la ligne D du RER.

### Lieux-dits, écarts et quartiers

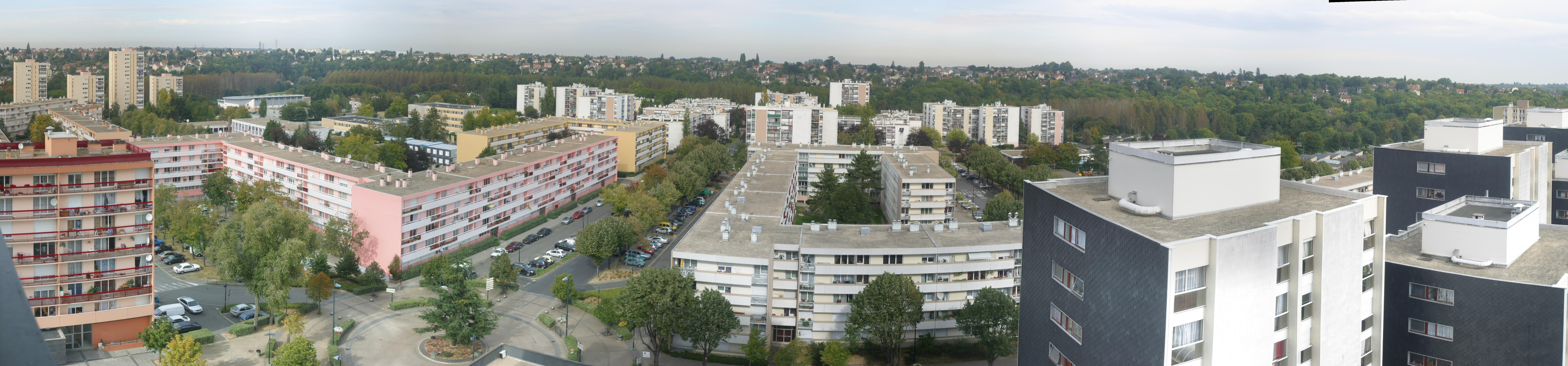
Le quartier des Cinéastes.

Une dizaine de quartiers compose la ville, la Plaine 1, la Plaine 2, la Plaine 3, les Cinéastes, la Croix Rochopt, les Petits Sanceaux, le Clos Guillaume, le Pré aux Agneaux, le Gué Mandres et le Vieil Épinay avec la zone industrielle de la Forêt.
Néanmoins plusieurs quartiers ont été rattachés afin de créer le quartier prioritaire et la zone franche urbaine de la Plaine-Cinéaste. En 2018, il compte 6 590 habitants, soit plus de la moitié de la population de la ville.

## Urbanisme

### Typologie
Au 1er janvier 2024, Épinay-sous-Sénart est catégorisée grand centre urbain, selon la nouvelle grille communale de densité à sept niveaux définie par l'Insee en 2022.
Elle appartient à l'unité urbaine de Paris, une agglomération inter-départementale regroupant 407  communes, dont elle est une commune de la banlieue,,. Par ailleurs la commune fait partie de l'aire d'attraction de Paris, dont elle est une commune du pôle principal,. Cette aire regroupe 1 929 communes,.

## Toponymie

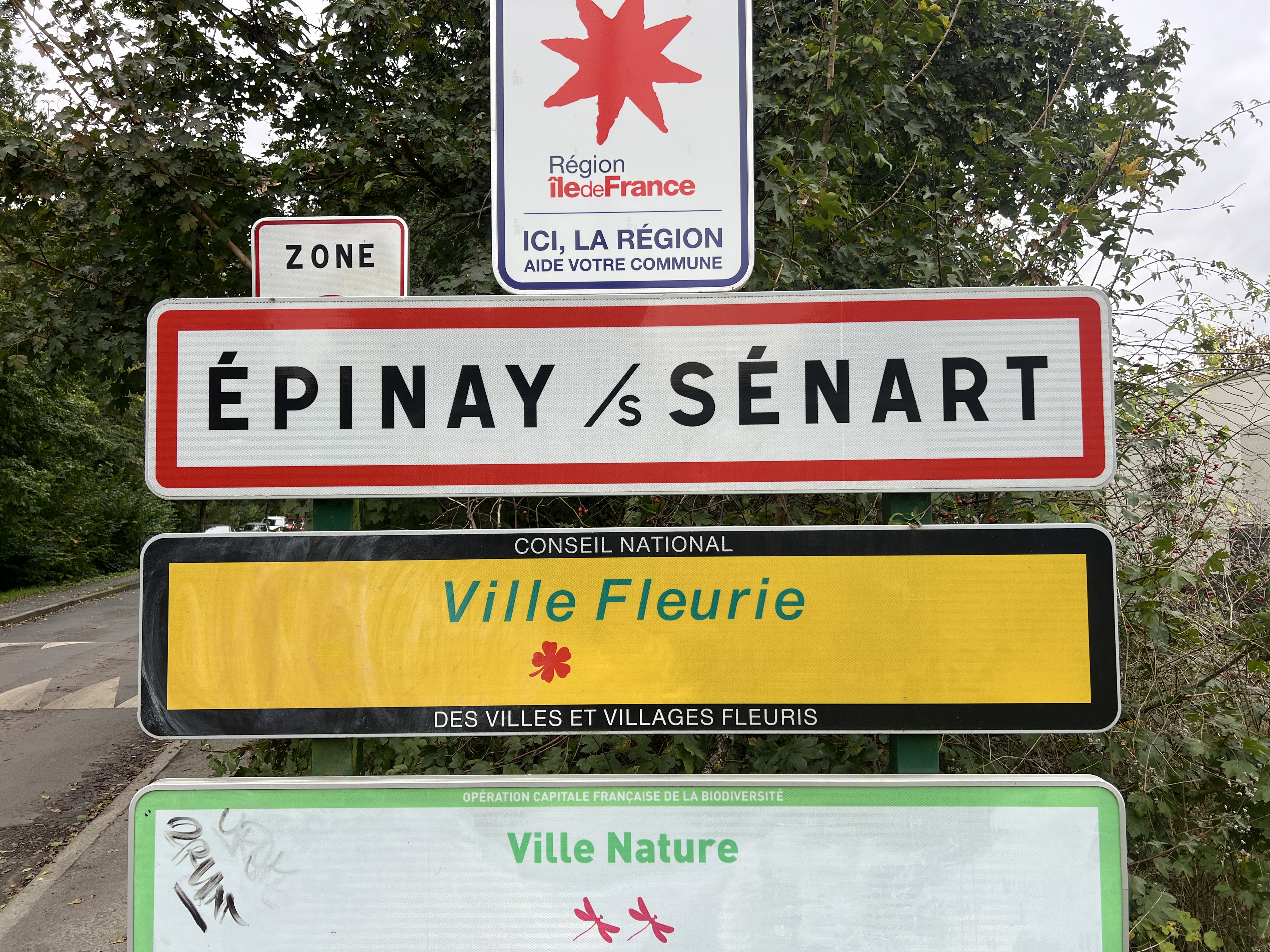
Panneau à l'entrée de la commune.

Spinolium en 637, Espinolium en 1298, Espinoletum Sae Genovefae au XIIIe siècle, Epiney.
La commune fut créée en 1793 sous le nom d'Épinay-sous-Sénart, le nom actuel fut introduit par le Bulletin des lois en 1801.

## Histoire

### Histoire desCinéastes
Les Cinéastes, autrefois Gerbeaux, sont sortis de terre en 1967.
Alors qu’Épinay-sous-Sénart est encore un village, l’actuel quartier des Cinéastes fait partie des terres fertiles de la ville grâce à leur proximité avec l’Yerres. Puis avec les années 1960, du village naît une ville. En 1967, un lot de 810 logements est mis en chantier, baptisé résidence les Gerbeaux en l’honneur du passé rural d’Épinay-sous-Sénart, les numéros vont de 1 à 36. À partir de 1969, au fur et à mesure des installations, près de 4 000 Spinoliens vont vivre dans ces petits immeubles bordés de rosiers dont certains ouvrent leurs fenêtres sur la prairie et sur l’Yerres. Les enfants jouent sur le terrain d’aventure la Plaine Robinson situé derrière la Résidence. Pour accueillir ces nouveaux habitants deux groupes scolaires, Gerbeaux 1 et Gerbeaux 2, sont réalisés en septembre 1968 et septembre 1969.
Vingt ans passent. Avec le temps, les logements vieillissent et le cadre de vie de la résidence des Gerbeaux est dégradé. En 1987, une rénovation-réhabilitation du quartier est envisagée et avec elle, le désir de la municipalité de l’époque, de lui donner une nouvelle identité. La résidence des Gerbeaux devient le quartier des Cinéastes par la délibération du 16 décembre 1987. Les 16, 17, 18 et 19 résidence les Gerbeaux deviennent les 5, 6, 7 et 8 allée François-Truffaut. Le même jour le groupe scolaire Gerbeaux I prend le nom de Georges-Brassens tandis que Gerbeaux II devient le groupe scolaire Jacques-Brel. Une maison de quartier est créée : le centre social Jean-Monnet.

### En 1990, le quartier des Cinéastes est inscrit dans le contrat de plan État-Région en site développement social des quartiers.
En 1994, le désenclavement des Cinéastes est amorcé par la réalisation de la voie reliant la rue Jean Paul-Sartre à la rue de l’Ile-de-France puis en 1998, avec la voie Hitchcock / Daudet, les Cinéastes sont reliés à la Plaine I.

### Histoire ducollège la vallée
À la rentrée 1969, un établissement neuf ouvre ses portes : le collège 600.
En hommage au comédien, la municipalité émet le vœu de l’appeler le CES Gérard-Philippe.
Très vite l’établissement s’avère trop petit. Le collège devient lycée et prend le nom de Maurice-Eliot le 19 avril 1990. La construction d’un nouvel établissement, plus grand, débute en 1973. D’une superficie de 20 000 m2, le CES 900 accueille ses premiers élèves le 15 septembre 1974 et prend le nom de collège La Vallée en juin 1975.

### Place du Général-de-Gaulle
Le 10 septembre 1944, une Fête de la Délivrance et du Souvenir est organisée par le Comité Provisoire de Libération. C’est à cette occasion, à 15 heures que la place du village est nommée Place du Général-de-Gaulle et une plaque installée.

## Politique et administration

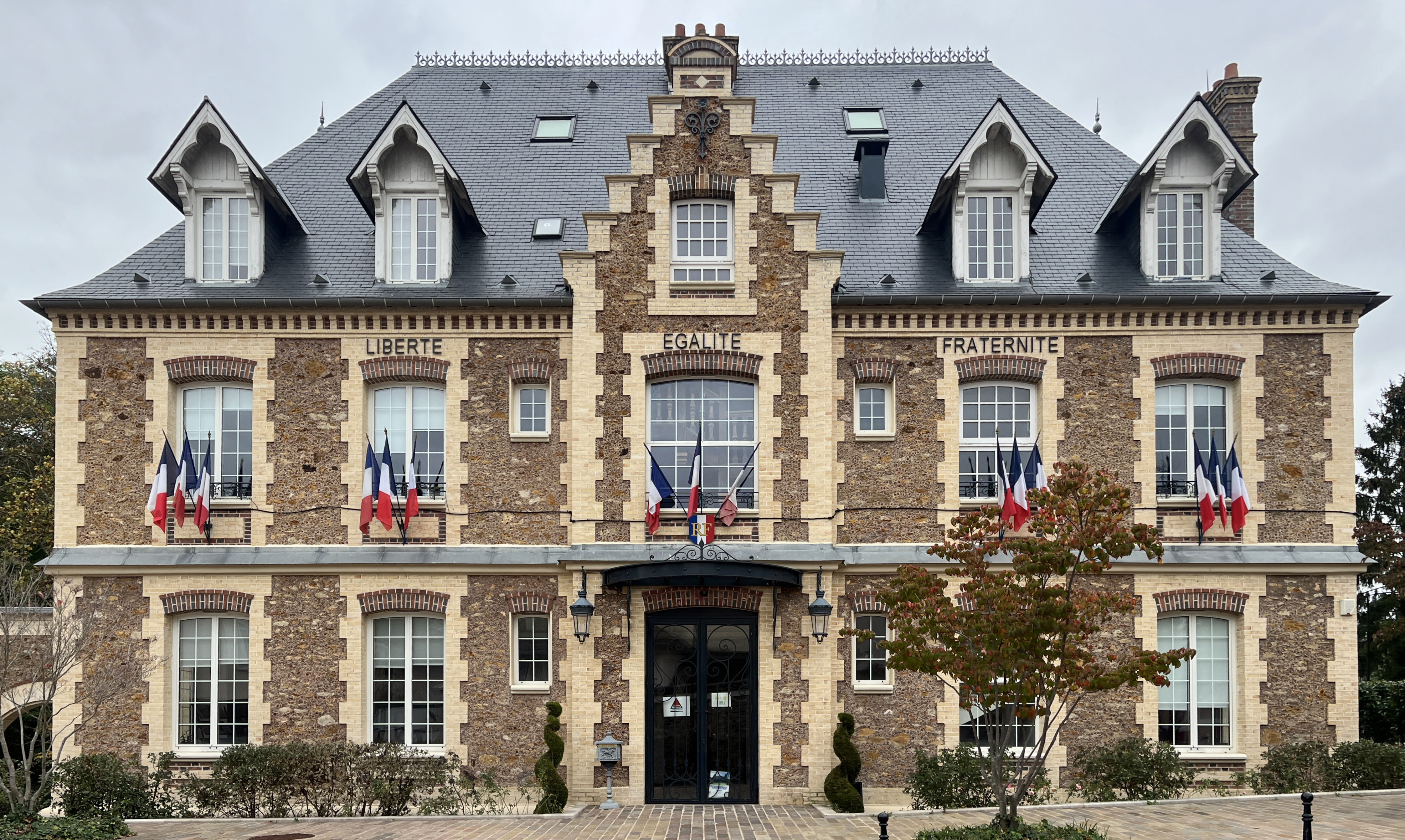
Façade principale de la mairie.

### Rattachements administratifs et électoraux
Antérieurement à la loi du 10 juillet 1964, la commune faisait partie du département de Seine-et-Oise. La réorganisation de la région parisienne en 1964 fit que la commune appartient désormais au département de l'Essonne et à son Arrondissement de Corbeil après un transfert administratif effectif au 1er janvier 1968.
Pour l'élection des députés, la ville fait partie de la neuvième circonscription de l'Essonne.
Elle faisait partie de 1806 à 1919 du canton de Boissy-Saint-Léger, année où elle intègre le canton de Villeneuve-Saint-Georges, puis, en 1964, celui de Canton de Brunoy du département de Seine-et-Oise. Lors de la mise en place de l'Essonne, elle devient le chef-lieu du  canton d'Épinay-sous-Sénart. Dans le cadre du redécoupage cantonal de 2014 en France, ce canton, dont la commune est désormais le bureau centralisateur, est étendu, passant de 4 à huit communes (plus une partie de celle de Brunoy).

### Intercommunalité
La ville adhérait depuis 2002 à la communauté d'agglomération du Val d'Yerres.
Dans le cadre de la mise en œuvre de la loi MAPAM du 27 janvier 2014, qui prévoit la généralisation de l'intercommunalité à l'ensemble des communes et la création d'intercommunalités de taille importante, le préfet de la région d'Île-de-France approuve le 4 mars 2015 un schéma régional de coopération intercommunale qui prévoit notamment la « fusion de la communauté d'agglomération Sénart Val de Seine, de la communauté d'agglomération du Val d'Yerres et extension du nouveau regroupement à la commune de Varennes-Jarcy », jusqu'alors membre de la communauté de communes du Plateau Briard. Celle-ci, après une consultation de ses habitants qui s'est tenue en avril 2015, intègre néanmoins la communauté de communes de l'Orée de la Brie le 1er janvier 2016, de manière à ne pas être concernée par la Métropole du Grand Paris,.
Les communes de Sénart Val de Seine s'opposent à la création, et le maire de Draveil, Georges Tron, organise un référendum dans sa ville, qui aboutit à un rejet de la fusion par 98,3 %, mais avec une participation limitée à 23 % des électeurs,.
La création de la nouvelle communauté d'agglomération est néanmoins créée par arrêté préfectoral du 14 décembre 2015 « portant création d’un établissement public de coopération intercommunale issu de la fusion des communautés d’agglomération Sénart Val de Seine et Val d’Yerres », dénommée communauté d'agglomération Val d'Yerres Val de Seine.

### Tendances et résultats politiques
Élections présidentielles, résultats des deuxièmes tours
- Élection présidentielle de 2002 : 85,54 % pour Jacques Chirac (RPR), 14,46 % pour Jean-Marie Le Pen (FN), 71,07 % de participation[38].
- Élection présidentielle de 2007 : 59,68 % pour Ségolène Royal (PS), 40,32 % pour Nicolas Sarkozy (UMP), 83,78 % de participation[39].
- Élection présidentielle de 2012 : 66,62 % pour François Hollande (PS), 33,38 % pour Nicolas Sarkozy (UMP), 75,39 % de participation[40].
- Élection présidentielle de 2017 : 76,37 % pour Emmanuel Macron (LREM), 23,63 % pour Marine Le Pen (FN), 69,60 % de participation.

Élections législatives, résultats des deuxièmes tours
- Élections législatives de 2002 : 51,32 % pour Georges Tron (UMP), 48,68 % pour Florence Léon-Ploquin (PS), 48,44 % de participation[41].
- Élections législatives de 2007 : 53,57 % pour Thierry Mandon (PS), 46,43 % pour Georges Tron (UMP), 50,56 % de participation[42].
- Élections législatives de 2012 : 69,87 % pour Thierry Mandon (PS), 30,13 % pour Georges Tron (UMP), 46,18 % de participation[43].
- Élections législatives de 2017 : 62,30 % pour Marie Guévenoux (LREM), 37,70 % pour Véronique Carantois (LR), 30,88 % de participation.

Élections européennes, résultats des deux meilleurs scores
- Élections européennes de 2004 : 28,76 % pour Harlem Désir (PS), 11,85 % pour Patrick Gaubert (UMP), 39,26 % de participation[44].
- Élections européennes de 2009 : 19,69 % pour Michel Barnier (UMP), 18,50 % pour Harlem Désir (PS), 31,40 % de participation[45].
- Élections européennes de 2014 : 18,70 % pour Aymeric Chauprade (FN), 17,86 % pour Dominique Jamet (DLR), 32,84 % de participation[46].
- Élections européennes de 2019 : 17,86 % pour Nathalie Loiseau (LREM), 15,45 % pour Jordan Bardella (RN), 41,30 % de participation.

Élections régionales, résultats des deux meilleurs scores
- Élections régionales de 2004 : 59,43 % pour Jean-Paul Huchon (PS), 30,44 % pour Jean-François Copé (UMP), 63,31 % de participation[47].
- Élections régionales de 2010 : 69,93 % pour Jean-Paul Huchon (PS), 30,07 % pour Valérie Pécresse (UMP), 39,85 % de participation[48].
- Élections régionales de 2015 : 52,16 % pour Claude Bartolone (PS), 30,24 % pour Valérie Pécresse (LR), 46,38 % de participation.

Élections cantonales et départementales, résultats des deuxièmes tours
- Élections cantonales de 2004 : 59,38 % pour Richard Messina (PS), 40,62 % pour David Nadeau (UMP), 63,29 % de participation[49].
- Élections cantonales de 2011 : 73,60 % pour Romain Colas (PS), 26,40 % pour Jean Legangneux (FN), 36,16 % de participation[50].
- Élections départementales de 2015 : 68,42 % pour Damien Allouch et Annick Dischbein (PS), 31,58 % pour Olivia Le Roux et Laurent Stillen (FN), 41,19 % de participation.

Élections municipales, résultats des deuxièmes tours
- Élections municipales de 2001 : 36,54 % pour Christine Scelle-Maury (PS), 32,23 % pour David Nadeau (DVD), 57,89 % de participation[51].
- Élections municipales de 2008 : 51,54 % pour Christine Scelle-Maury (PS) élue au premier tour, 35,59 % pour David Nadeau (UMP), 59,83 % de participation[52].
- Élections municipales de 2014 : 39.22 % pour Georges Pujals (DVD), 25.07 % pour Pascal Michelangeli (PS), 60,19 % de participation[53].

- Élections municipales de 2020 : 56,25 % pour Damien Allouch (PS), 43,75 % pour  Georges Pujals, maire sortant (DVD), 50,10 % de participation[54].

Référendums
- Référendum de 2000 relatif au quinquennat présidentiel : 80,92 % pour le Oui, 19,08 % pour le Non, 26,05 % de participation[55].
- Référendum de 2005 relatif au traité établissant une Constitution pour l'Europe : 60,27 % pour le Non, 39,73 % pour le Oui, 63,73 % de participation[56].

### Liste des maires
| Période                                  | Période                      | Identité               | Étiquette    | Qualité |
| ---------------------------------------- | ---------------------------- | ---------------------- | ------------ | --- |
| Les données manquantes sont à compléter. |                              |                        |              | |
| 1860                                     | 1865                         | Jean-Louis Bouret      |              | Propriétaire |
| Les données manquantes sont à compléter. |                              |                        |              | |
| 1897                                     | 1929                         | André Lot              |              | |
| 1929                                     | 1935                         | Georges Marienval      |              | |
| 1935                                     | 1944                         | Toussaint Duchamps     |              | |
| 1944                                     | mars 1965                    | Maurice Deslandes      |              | |
| mars 1965                                | mars 1977                    | Roger Biteau           | SE           | |
| mars 1977                                | mars 1983                    | Pierre Bonningue       | PCF          | Cadre supérieur 1er vice-président du SIARVSG Suppléant du député Roger Combrisson (1978 → 1981) |
| mars 1983                                | mars 2001                    | Jacques-Louis Dôle     | RPR          | Employé à la BFCE, maire honoraire Ancien professeur d'histoire-géographie Suppléant du député Georges Tron (1993 → 2002)                                                                             |
| mars 2001                                | avril 2014                   | Christine Scelle-Maury | PS puis DVG, | Professeure de collège Vice-présidente de la CA du Val d'Yerres (2002 → 2014) |
| avril 2014,                              | juillet 2020                 | Georges Pujals         | DVD          | Économiste 3e vice-président de la CA du Val d'Yerres (2014 → 2015) 7e vice-président de la CA Val d'Yerres Val de Seine (2016 → 2020)                                                                |
| juillet 2020 ,                           | En cours (au 5 juillet 2020) | Damien Allouch         | PS           | Professeur de français Ancien maire adjoint de Boussy-Saint-Antoine (2014 → ?) Conseiller départemental d'Épinay-sous-Sénart (2015 → ) 8e vice-président de la CA Val d'Yerres Val de Seine (2020 → ) |

### Jumelages
| Épinay-sous-Sénart Espinho Isernhagen Peacehaven Reigate |

Épinay-sous-Sénart a développé des associations de jumelage avec :
- Isernhagen (Allemagne) depuis 1989, située à 664 kilomètres[71] ;
- Peacehaven (Royaume-Uni) depuis 1989, située à 296 kilomètres[72].

## Population et société

### Démographie

#### Évolution démographique
L'évolution du nombre d'habitants est connue à travers les recensements de la population effectués dans la commune depuis 1793. Pour les communes de plus de 10 000 habitants les recensements ont lieu chaque année à la suite d'une enquête par sondage auprès d'un échantillon d'adresses représentant 8 % de leurs logements, contrairement aux autres communes qui ont un recensement réel tous les cinq ans,.

En 2022, la commune comptait 11 783 habitants, en évolution de −7,66 % par rapport à 2016 (Essonne : +2,89 %, France hors Mayotte : +2,11 %).
| 1793 | 1800 | 1806 | 1821 | 1831 | 1836 | 1841 | 1846 | 1851 |
| ---- | ---- | ---- | ---- | ---- | ---- | ---- | ---- | ---- |
| 120  | 240  | 192  | 195  | 159  | 200  | 211  | 234  | 218  |

| 1856 | 1861 | 1866 | 1872 | 1876 | 1881 | 1886 | 1891 | 1896 |
| ---- | ---- | ---- | ---- | ---- | ---- | ---- | ---- | ---- |
| 222  | 281  | 289  | 265  | 348  | 329  | 359  | 379  | 350  |

| 1901 | 1906 | 1911 | 1921 | 1926 | 1931 | 1936 | 1946 | 1954 |
| ---- | ---- | ---- | ---- | ---- | ---- | ---- | ---- | ---- |
| 356  | 380  | 491  | 435  | 498  | 603  | 569  | 576  | 757  |

| 1962 | 1968  | 1975   | 1982   | 1990   | 1999   | 2006   | 2011   | 2016   |
| ---- | ----- | ------ | ------ | ------ | ------ | ------ | ------ | ------ |
| 870  | 2 706 | 14 857 | 14 735 | 13 374 | 12 797 | 13 144 | 12 129 | 12 760 |

| 2021   | 2022   | - | - | - | - | - | - | - |
| ------ | ------ | - | - | - | - | - | - | - |
| 11 869 | 11 783 | - | - | - | - | - | - | - |

#### Pyramide des âges
La population de la commune est relativement jeune.
En 2018, le taux de personnes d'un âge inférieur à 30 ans s'élève à 47,2 %, soit au-dessus de la moyenne départementale (39,9 %). À l'inverse, le taux de personnes d'âge supérieur à 60 ans est de 15,9 % la même année, alors qu'il est de 20,1 % au niveau départemental.
En 2018, la commune comptait 5 796 hommes pour 6 483 femmes, soit un taux de 52,80 % de femmes, légèrement supérieur au taux départemental (51,02 %).
Les pyramides des âges de la commune et du département s'établissent comme suit.
| Hommes | Classe d’âge | Femmes |
| ------ | ------------ | ------ |
| 0,3    | 90 ou +      | 0,5    |
| 3,8    | 75-89 ans    | 5,3    |
| 10,6   | 60-74 ans    | 11,1   |
| 17,9   | 45-59 ans    | 18,4   |
| 17,5   | 30-44 ans    | 19,8   |
| 21,6   | 15-29 ans    | 20,0   |
| 28,3   | 0-14 ans     | 25,0   |

| Hommes | Classe d’âge | Femmes |
| ------ | ------------ | ------ |
| 0,5    | 90 ou +      | 1,4    |
| 5,4    | 75-89 ans    | 7,2    |
| 12,9   | 60-74 ans    | 13,9   |
| 20     | 45-59 ans    | 19,4   |
| 19,9   | 30-44 ans    | 20,1   |
| 20     | 15-29 ans    | 18,2   |
| 21,3   | 0-14 ans     | 19,8   |

### Enseignement
Les élèves d'Épinay-sous-Sénart sont rattachés à l'académie de Versailles. La commune dispose des écoles primaires du Pré-aux-Agneaux, Alphonse-Daudet, Jacques-Brel, Georges-Brassens et de la Croix-Rochopt, du collège de la Vallée et du lycée général et technologique Maurice-Eliot.

### Culture
La Maison des Arts et de la Culture est un lieu pluridisciplinaire, regroupant différents espaces d'expression, de diffusion, de soutien à la création artistique et d'action éducative et culturelle : 
Ma MAC a ouvert ses portes le 11 mai 2018. Elle comprend notamment :
- la salle de spectacle Eugène-Ritt (400 Places assises et 700 debout)
- la Galerie d'exposition dite « Nef » de 140 m2
- le studio de musique Jacques-Ysaebert
- l'atelier de sculpture Jacques Froment-Meurice
- l'atelier de dessin et peinture Maurice-Eliot
- l'atelier de théâtre et cirque Déborah Lukumuena
- la salle information Enzo-Schott
- le studio de danse Jocelyn-Lux-Preux et Jean-Claude Preux
- un espace Café avec terrasse sur le parvis
- un espace Micro Folie qui est un espace numérique déployé par le parc de La Villette et le ministère de la culture en partenariat avec 12 institutions culturelles (musée du Louvre, Centre Pompidou, RMN- Grand Palais, Versailles, Musée Picasso, etc.) intègre également un Fab Lab, un espace scénique et un café folie.

### Santé
Un centre de la protection maternelle et infantile et un centre de planification familiale sont implantés dans la commune.

### Sports
Épinay-sous-Sénart est une ville sportive: un club de football qui réunit plus de 400 licenciés, près de 2 000 Spinoliens sont licenciés dans un club, les clubs de karaté et de kung-fu sont parmi les meilleurs de France[réf. nécessaire].

### Autres services publics
La commune dispose sur son territoire d'un bureau de poste.

### Lieux de culte
La paroisse catholique d'Épinay-sous-Sénart est rattachée au secteur pastoral de Brunoy-Val d'Yerres et au diocèse d'Évry-Corbeil-Essonnes. Elle dispose de l'église Damien de Veuster. La communauté musulmane dispose dans la commune d'une mosquée. La communauté juive dispose d'une synagogue. Le séminaire orthodoxe russe a été installé à Épinay-sous-Sénart en 2009, dans la maison Sainte-Geneviève qui appartenait auparavant aux sœurs auxiliatrices du purgatoire.
Il y a également une communauté chrétienne protestante à l’église Parole du Salut.[réf. nécessaire]

### Médias
L'hebdomadaire Le Républicain relate les informations locales. La commune est en outre dans le bassin d'émission des chaînes de télévision France 3 Paris Île-de-France Centre, IDF1 et Téléssonne intégré à Télif.

## Économie
Un marché se tient les mercredis et samedis matin.

### Emplois, revenus et niveau de vie
En 2010, le revenu fiscal médian par ménage était de 28 423 €, ce qui plaçait Epinay-sous-Sénart au 16 710e rang parmi les 31 525 communes de plus de 39 ménages en métropole.
| Répartition des emplois par catégories socioprofessionnelles en 2006. |              |                                           |                                                   |                            |                          |                           |
|                                                                       | Agriculteurs | Artisans, commerçants, chefs d’entreprise | Cadres et professions intellectuelles supérieures | Professions intermédiaires | Employés                 | Ouvriers                  |
| Épinay-sous-Sénart                                                    | 0,2 %        | 6,9 %                                     | 13,7 %                                            | 25,9 %                     | 29,9 %                   | 23,3 %                    |
| Zone d'emploi de Créteil                                              | 0,2 %        | 5,4 %                                     | 17,6 %                                            | 27,3 %                     | 30,3 %                   | 19,3 %                    |
| Moyenne nationale                                                     | 2,2 %        | 6,0 %                                     | 15,4 %                                            | 24,6 %                     | 28,7 %                   | 23,2 %                    |
| Répartition des emplois par secteurs d’activités en 2006.             |              |                                           |                                                   |                            |                          |                           |
|                                                                       | Agriculture  | Industrie                                 | Construction                                      | Commerce                   | Services aux entreprises | Services aux particuliers |
| Épinay-sous-Sénart                                                    | 0,3 %        | 9,0 %                                     | 6,5 %                                             | 12,4 %                     | 8,8 %                    | 7,7 %                     |
| Zone d'emploi de Créteil                                              | 0,7 %        | 9,4 %                                     | 7,1 %                                             | 14,4 %                     | 13,9 %                   | 7,2 %                     |
| Moyenne nationale                                                     | 3,5 %        | 15,2 %                                    | 6,4 %                                             | 13,3 %                     | 13,3 %                   | 7,6 %                     |
| Sources : Insee,                                                      |              |                                           |                                                   |                            |                          |                           |

## Culture locale et patrimoine

### Lieux et monuments
Les berges de l'Yerres et la portion communale de la forêt de Sénart ont été recensés au titre des espaces naturels sensibles par le conseil général de l'Essonne.

### Personnalités liées à la commune
Différents personnages publics sont nés, décédés ou ont vécu à Épinay-sous-Sénart :
- Paul-Romain Chaperon (1808-1876), pionnier[90] du chemin de fer, ingénieur de la ligne de Strasbourg à Bâle y est mort.
- Eugène Ritt (1817-1898), directeur de théâtre et directeur de l'Opéra de Paris. En 1869, il achète une magnifique propriété à Épinay et y fait construire une maison, actuellement la mairie. En 1884, il est élu conseiller municipal d'Épinay-sous-Sénart, où il réside pendant de très nombreuses années.
- Maurice Eliot (1862-1945), artiste peintre et lithographe français, ayant vécu et peint rue de Quincy dans cette ville (son grand-père maternel, Jean-Louis Bouret, en fut maire de 1860 à 1865) où il est mort.
- Jean-Baptiste Mendy (1963-2020) champion du monde de boxe y vécut
- Richard Akiana (1969-), footballeur y vécut et y fut licencié.
- Claude Makelele (1973-), footballeur y vécut.
- Darcel Yandzi (1973-), judoka y vécut et y fut licencié.
- Jason Mayele (1976-2002), footballeur y est enterré.
- Mickaël Tavares (1982-), footballeur y fut licencié.
- Ibrahima N'Diaye (1983-), footballeur y fut licencié.
- Jacques Faty (1984-) et son frère  Ricardo Faty (1986-) footballeurs y furent licenciés.
- Tanguy Ndombele (1996-), footballeur sélectionné en équipe de France.
- Yoane Wissa (1996-), footballeur y fut licencié.
- Tanguy Kouassi (2002-), footballeur y fut licencié.

### Héraldique et logotype

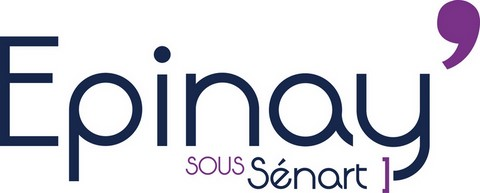
Logo.

| Blason de Épinay-sous-Sénart | Blason  | D'azur au chevron ondé d'argent soutenu d'une crosse d'or et d'une quenouille du même passées en sautoir. |
| Blason de Épinay-sous-Sénart | Détails | La commune s'est en outre dotée d'un logotype.                                                            |